# Miaoqian (köpinghuvudort i Kina, Hubei Sheng, lat 30,89, long 111,87)
Miaoqian (kinesiska: 庙前, Miaoqian Zhen) är en köpinghuvudort i Kina. Den ligger i provinsen Hubei, i den centrala delen av landet, omkring 230 kilometer väster om provinshuvudstaden Wuhan. Antalet invånare är 36 917. Befolkningen består av 18 005 kvinnor och 18 912 män. Barn under 15 år utgör 9,0 %, vuxna 15-64 år 80 %, och äldre över 65 år 9,0 %.
Runt Miaoqian är det ganska tätbefolkat, med 248 invånare per kvadratkilometer. Närmaste större samhälle är Baling, 9,2 km sydväst om Miaoqian. Trakten runt Miaoqian består till största delen av jordbruksmark.
Genomsnittlig årsnederbörd är 1 199 millimeter. Den regnigaste månaden är augusti, med i genomsnitt 174 mm nederbörd, och den torraste är december, med 14 mm nederbörd.